# Saurauia pringlei
Saurauia pringlei är en tvåhjärtbladig växtart som beskrevs av Joseph Nelson Rose. Saurauia pringlei ingår i släktet Saurauia och familjen Actinidiaceae. Inga underarter finns listade i Catalogue of Life.